# Talanites cavernicola
Talanites cavernicola är en spindelart som beskrevs av Tamerlan Thorell 1897. Talanites cavernicola ingår i släktet Talanites och familjen plattbuksspindlar.
Artens utbredningsområde är Myanmar. Inga underarter finns listade i Catalogue of Life.